# Revista Universal Lisbonense

Revista Universal Lisbonense  foi publicada semanalmente em Lisboa entre 1841 e 1853 (ainda que se tenham publicado alguns números pontuais até 1859), passando por 3 direções distintas: António Feliciano Castilho, José Maria da Silva Leal e Sebastião José Ribeiro de Sá. Como publicação generalista que foi, o seu conteúdo diversificava da cultura à literatura; agricultura e industria; informação avulsa (curiosidades, receitas práticas, boletins meteorológicos, notícias sobre Lisboa e outras regiões etc.) e uma secção de notícias enviadas por leitores, cobrindo 3 áreas: notícias, variedades e conhecimentos úteis. Na lista de colaboradores assinam Camilo Castelo Branco, Almeida Garrett, Alexandre Herculano, José da Silva Mendes Leal, Bulhão Pato e obras de João de Andrade Corvo, Francisco Maria Bordalo, António Pereira da Cunha.